# Аррико-Борд
Аррико́-Борд (фр. Arricau-Bordes) — коммуна во Франции, находится в регионе Аквитания. Департамент — Атлантические Пиренеи. Входит в состав кантона Тер-де-Люи и Кото-дю-Вик-Бий. Округ коммуны — По.
Код INSEE коммуны — 64052.

## География

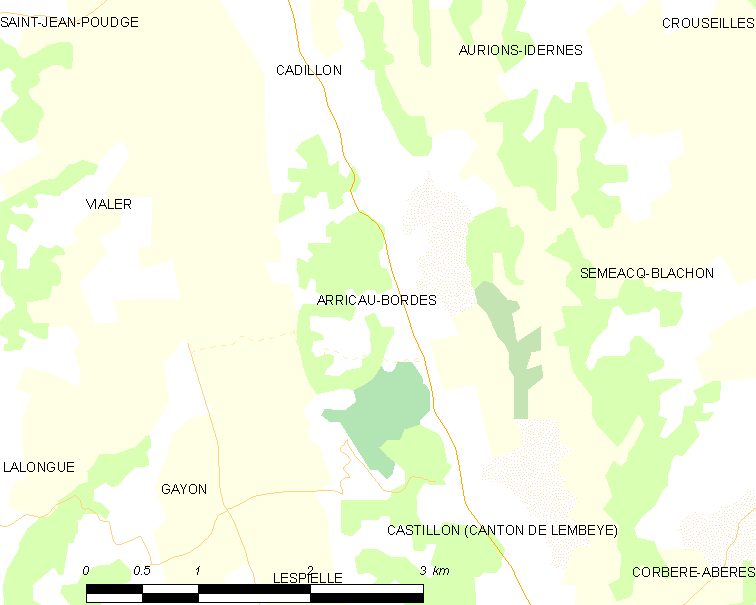
Карта коммуны

Коммуна расположена приблизительно в 630 км к югу от Парижа, в 155 км южнее Бордо, в 29 км к северо-востоку от По.
На западе коммуны протекает река Леес.

### Климат
Климат тёплый океанический. Зима мягкая, средняя температура января — от +5°С до +13°С, температуры ниже −10 °C бывают редко. Снег выпадает около 15 дней в году с ноября по апрель. Максимальная температура летом порядка 20-30 °C, выше 35 °C бывает очень редко. Количество осадков высокое, порядка 1100 мм в год. Характерна безветренная погода, сильные ветры очень редки.

## Население
Население коммуны на 2010 год составляло 103 человека.
| 1962 | 1968 | 1975 | 1982 | 1990 | 1999 | 2010 |
| ---- | ---- | ---- | ---- | ---- | ---- | ---- |
| 139  | 124  | 126  | 105  | 102  | 105  | 103  |

## Администрация
| Период | Период | Фамилия          | Партия | Примечания |
| ------ | ------ | ---------------- | ------ | ---------- |
| 1995   | 2008   | Жан-Поль Кассу   |        |            |
| 2008   | 2014   | Фредерик Серизер |        |            |
| 2014   | 2020   | Мари-Одиль Риго  |        |            |

## Экономика
В 2010 году среди 60 человек трудоспособного возраста (15-64 лет) 47 были экономически активными, 13 — неактивными (показатель активности — 78,3 %, в 1999 году было 69,8 %). Из 47 активных жителей работали 44 человека (24 мужчины и 20 женщин), безработных было 3 (1 мужчина и 2 женщины). Среди 13 неактивных 4 человека были учениками или студентами, 6 — пенсионерами, 3 были неактивными по другим причинам.

## Достопримечательности
- Церковь Св. Иоанна Крестителя (XI век)[4]
- Церковь Св. Иакова (XVI век)[5]
- Замок Аррико (XVI век). Исторический памятник с 1988 года[6]

## Фотогалерея

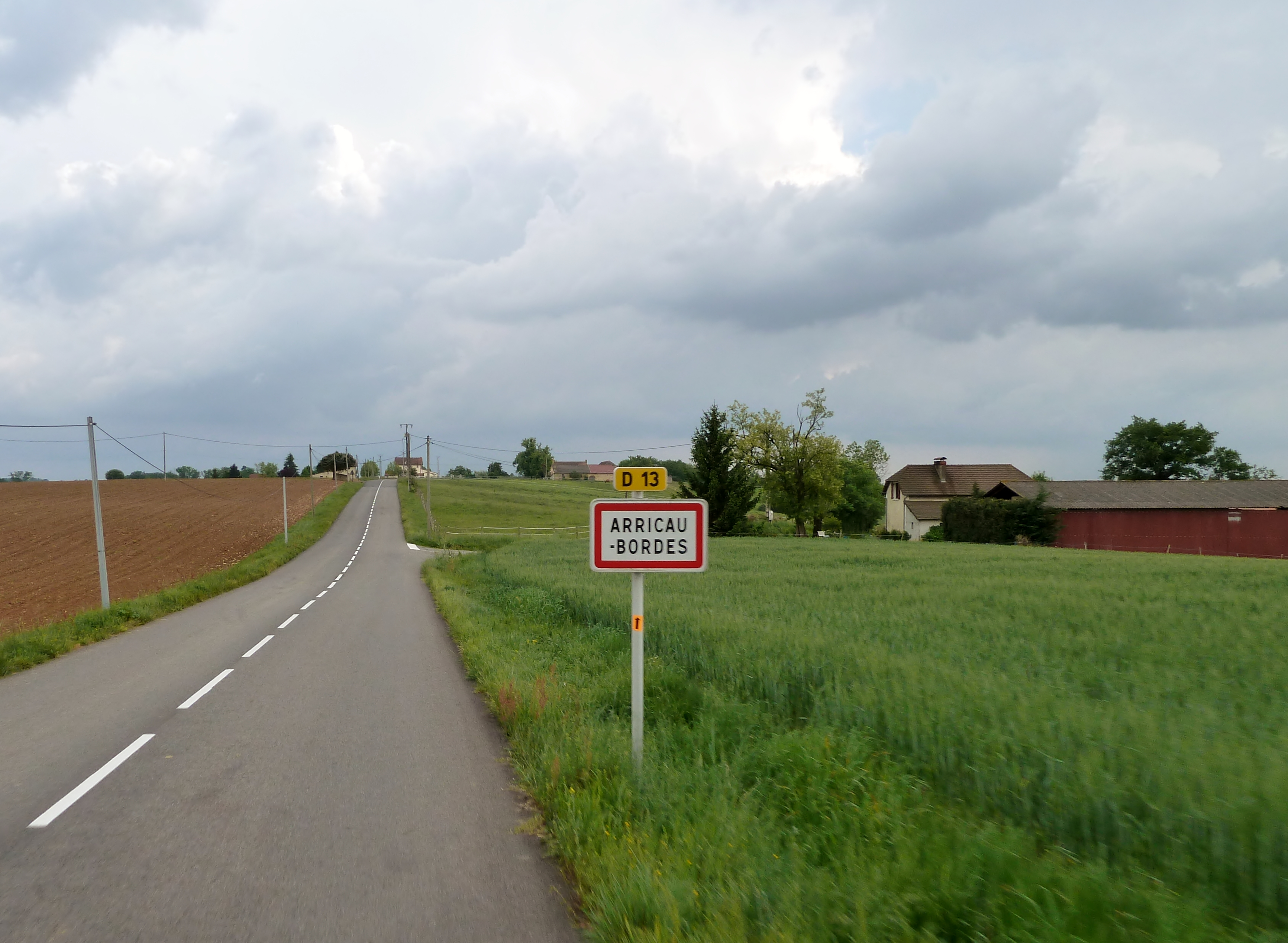
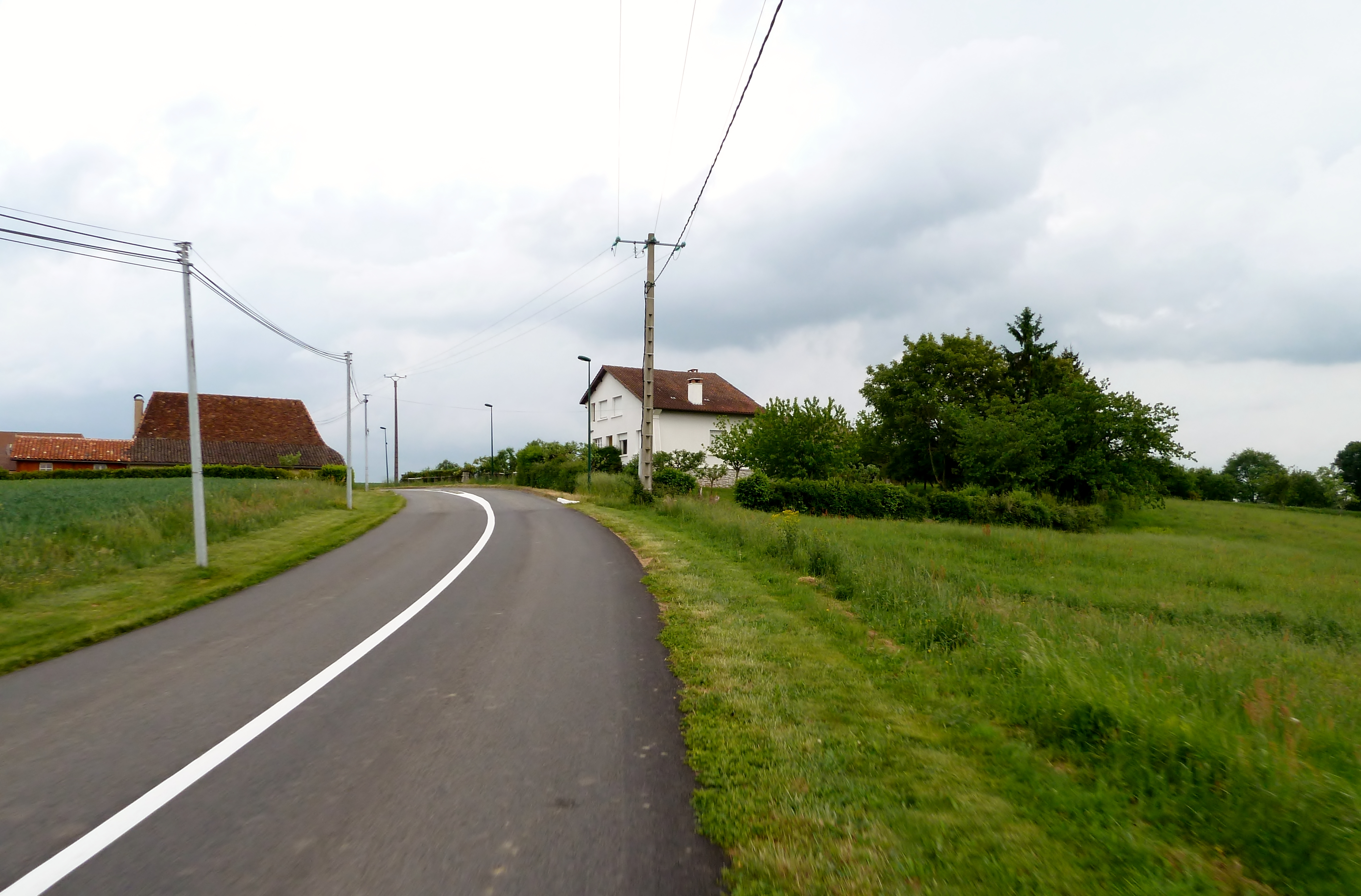
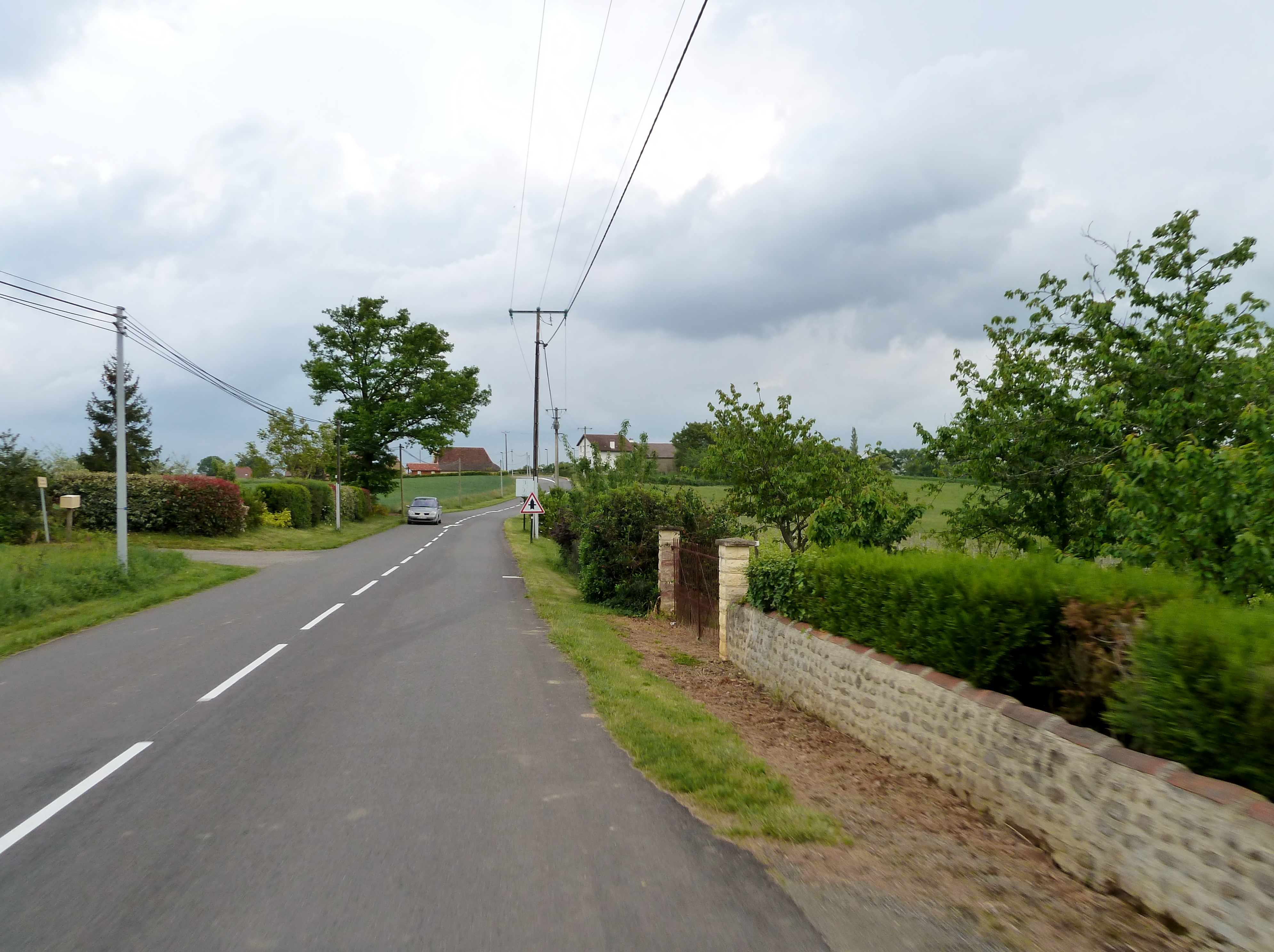
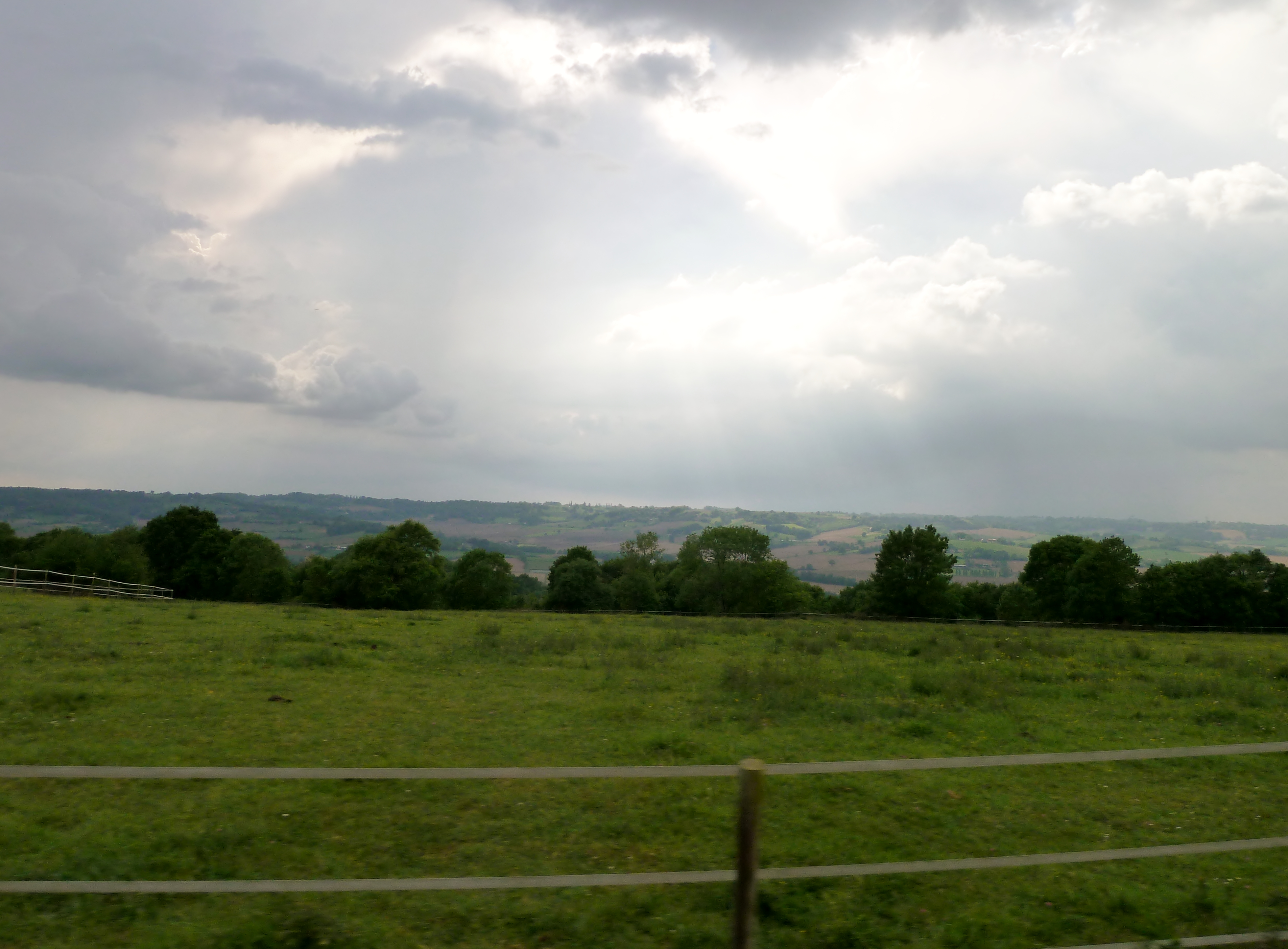